# Skelager Sogn
Skelager Sogn er et sogn i Århus Nordre Provsti (Århus Stift).
Efter at Skelager Kirke var indviet i 1990, blev Skelager Sogn samme år udskilt fra Vejlby Sogn, som i 1800-tallet hørte til Hasle Herred i Aarhus Amt. Vejlby-Risskov sognekommune var ved kommunalreformen i 1970 indlemmet i Aarhus Kommune.